# Bucks County
Bucks County är ett administrativt område i delstaten Pennsylvania i USA. År 2010 hade countyt 625 249 invånare. Den administrativa huvudorten (county seat) är Doylestown.
Filmen Signs från 2002 med Mel Gibson utspelar sig i Bucks County.

## Politik
Bucks County har under 2000-talet blivit ett så kallat swing distrikt och det brukar vara jämnt mellan republikanerna och demokraterna i valen, med viss fördel demokraterna. Historiskt sett har dock republikanerna varit starka i countyt.

## Geografi
Enligt United States Census Bureau har countyt en total yta på 1 611 km². 1 572 km² av den arean är land och 39 km² är vatten.

### Angränsande countyn
- Lehigh County, Pennsylvania - nordväst
- Northampton County - nord
- Warren County, New Jersey - nordost
- Hunterdon County, New Jersey - nordost
- Mercer County, New Jersey - öst
- Burlington County, New Jersey - sydost
- Philadelphia County, Pennsylvania - syd
- Montgomery County - väst

### Orter
- Bristol
- Chalfont
- Doylestown (huvudort)
- Dublin
- Hulmeville
- Ivyland
- New Britain
- New Hope
- Penndel
- Perkasie
- Quakertown
- Richlandtown
- Riegelsville
- Sellersville
- Silverdale
- Trumbauersville
- Yardley